# Odontobracon brachydontus
Odontobracon brachydontus är en stekelart som beskrevs av Marsh 1988. Odontobracon brachydontus ingår i släktet Odontobracon och familjen bracksteklar. Inga underarter finns listade i Catalogue of Life.